# Kátya Tompos
Kátya Tompos (Budapest, 13 de marzo de 1983-31 de mayo de 2024) fue una actriz y cantante húngara.

## Biografía
Su padre, Károly Tompos, era un físico atómico que estudió en la antigua Unión Soviética y luego estuvo destinado en Moscú. Aquí conoció a Valentyina Szigyelnyikova, nacida en Rusia, con quien se casó. Una vez finalizada la misión, se mudaron a Budapest, Hungría, donde nació Kátya. Entre 1995 y 2001, estudió en la escuela secundaria Antal Szerb. Durante sus años de escuela secundaria, se formó en el estudio de Margit Földessy. Se graduó en el Departamento Musical de la Universidad de Artes Teatrales y Cinematográficas entre 2001 y 2005, en la clase de Imre Kerényi. Después del Teatro József Attila (2005-2007) y el Teatro Bárka (2007-2008), fue miembro del Teatro Nacional entre 2008-2018. 
En 2009, después de que la canción de Márk Zentai fuera excluida de la licitación pública para el Festival de Eurovisión, la Televisión Húngara anunció que Kátya Tompos representará a Hungría en Moscú con el segundo tema musical de Valami Amerika, The Lonely Boat. La televisión húngara la seleccionó para ser la encargada de representar al país Magyar en la 54.ª edición del Festival de Eurovisión que se celebra en Moscú entre 12 y 16 de mayo de 2009. Kátya debía interpretar el tema "Magányos csónak" (esp. Barco solitario) sobre el escenario del Estadio Olimpiski de Moscú, esta canción era ya conocida en Hungría por haber formado parte de la banda sonora de una película de gran éxito en dicho país. Finalmente, al cabo de una semana de conocerse la noticia de su designación, Kátya anunció su retirada del concurso de forma unilateral, alegando compromisos adquiridos para esas fechas con anterioridad. Después de su selección, la cantante anunció que tuvo que negarse a actuar en el festival de la canción debido a sus compromisos teatrales.
Obtuvo reconocimiento nacional con el papel principal en la continuación del juego narrativo y sonoro de Vacka Rádió. En noviembre de 2013 se lanzó su primer álbum en solitario bajo el título Keresztül Europan, que es un viaje musical desde Inglaterra a Rusia, canciones en inglés, francés, búlgaro, húngaro y ruso. Las canciones fueron musicalizadas por Róbert Hrutka.
Su nombre oficial es Katalin, pero como su abuela materna la llamaba Katya en ruso, eligió este como nombre artístico. Hablaba ruso con fluidez.
Entre sus modelos profesionales mencionó a Éva Ruttkai, Meryl Streep y Juliette Binoche.

## Enfermedad y fallecimiento
A principios de mayo de 2024, se reveló que llevaba años luchando contra un cáncer que sólo podía tratarse en el extranjero. Sus compañeros y amigos se reunieron y organizaron una gala benéfica el 25 de mayo. El 30 de mayo se anunció que se había cobrado el monto correspondiente para su tratamiento médico.
Katya Tompos murió un día después, en la madrugada del 31 de mayo, a la edad de 41 años. No se informó el tipo de cáncer que padecía.